# Дзвінкий заясенний фрикативний
Дзвінкий заясенний фрикативний — приголосний звук, що існує в деяких мовах. У Міжнародному фонетичному алфавіті записується як ⟨ʒ⟩. У мовознавчій літературі також позначається символом ⟨ž⟩. Твердий шиплячий приголосний, фрикатив. В українській мові цей звук передається на письмі літерою ж. Середній за твердістю у ряду шиплячих фрикативів /ʑ/—/ʒ/—/ʐ/.	
Деякі науковці використовують символ /ʒ/ для позначення дзвінкого ретрофлексного фрикатива /ʐ/ або дзвінкого ясенно-твердопіднебінного фрикатива /ʑ/. У першому випадку, власне дзвінкий заясенний фрикатив записують як /ʒʲ/.

## Назва
- Дзвінкий заясенний фрикатив (англ. voiced postalveolar fricative)
- Дзвінкий заясенний фрикатив-сибілянт (англ. voiced postalveolar sibilant fricative)
- Дзвінкий заясенний фрикативний
- Дзвінкий піднебінно-ясенний фрикатив
- Дзвінкий піднебінно-ясенний фрикативний
- Дзвінкий палато-альвеолярний фрикатив (англ. voiced palato-alveolar fricative)
- Дзвінкий палато-альвеолярний фрикатив-сибілянт (англ. voiced palato-alveolar sibilant fricative)
- Дзвінкий палато-альвеолярний фрикативний

## Властивості
Властивості дзвінкого заясенного фрикативного:
- Тип фонації — дзвінка, тобто голосові зв'язки вібрують від час вимови.
- Спосіб творення — фрикативний, тобто один артикулятор наближається до іншого, утворюючи вузьку щілину, що спричиняє турбулентність.
- Спосіб творення — сибілянтний фрикативний, тобто повітря скеровується по жолобку на спинці язика за місцем творення на гострий кінець зубів, що спричиняє високочастотну турбулентність.
- Місце творення — піднебінно-ясенне, тобто він артикулюється передньою спинкою язика позаду ясенного бугорка, а кінчик язика при цьому трохи загнутий й розташований біля твердого піднебіння.
- Це ротовий приголосний, тобто повітря виходить крізь рот.
- Це центральний приголосний, тобто повітря проходить над центральною частиною язика, а не по боках.
- Механізм передачі повітря — егресивний легеневий, тобто під час артикуляції повітря виштовхується крізь голосовий тракт з легенів, а не з гортані, чи з рота.

## Приклади
| Мова                | Мова                | Слово     | МФА         | Значення | Примітки                                                           |
| ------------------- | ------------------- | --------- | ----------- | -------- | ------------------------------------------------------------------ |
| адигейська          | адигейська          | жакӀэ     | [ʒaːtʃʼa]   | борода   |                                                                    |
| албанська           | албанська           | zhurmë    | [ʒuɾmə]     | шум      |                                                                    |
| арабська (Магриб)   | арабська (Магриб)   | زوج       | [zuʒ]       | чоловік  | Див. арабська фонетика                                             |
| вірменська (східна) | вірменська (східна) | ժամ       | [ʒɑm]       | година   |                                                                    |
| аварська            | аварська            | жакъа     | [ˈʒaqʼːa]   | сьогодні |                                                                    |
| азербайджанська     | азербайджанська     | pəjmürdə  | [pæʒmyrˈdæ] | сумний   |                                                                    |
| англійська          | англійська          | vision    | [ˈvɪʒən]    | бачення  | Див. англійська фонетика                                           |
| болгарська          | болгарська          | мъжът     | [mɐˈʒɤ̞t]    | чоловік  |                                                                    |
| вепська             | вепська             | vīž       | [viːʒ]      | п'ять    |                                                                    |
| гебрейська          | гебрейська          | ז׳אנר     | [ʒaneʁ]     | жанр     | Див. гебрейська фонетика                                           |
| гінді               | гінді               | अझ़दहा      | [əʒd̪əhaː]   | дракон   | Див. фонетика гінді                                                |
| голландська         | голландська         | garage    | [ɣäˈräːʒə]  | гараж    | Див. нідерландська фонетика                                        |
| грузинська          | грузинська          | ჟურნალი   | [ʒuɾnali]   | журнал   |                                                                    |
| есперанто           | есперанто           | manĝaĵo   | [maɲˈd͡ʒaʒo̞] | їжа      | Див. фонетика есперанто                                            |
| італійська (діал.)  | італійська (діал.)  | caso      | [ˈkäːʒo]    | випадок  | Відповідає /z/ у стандартній італійській. Див. італійська фонетика |
| кабардинська        | кабардинська        | жыг       | [ʒəɣʲ]      | дерево   |                                                                    |
| казахська           | казахська           | жеті      | [ʒeti]      | сім      |                                                                    |
| латвійська          | латвійська          | žāvēt     | [ˈʒäːveːt̪]  | сушити   | Див. латвійська фонетика                                           |
| литовська           | литовська           | žmona     | [ʒmoːˈn̪ɐ]   | дружина  | Див. литовська фонетика                                            |
| македонська         | македонська         | жаба      | [ˈʒaba]     | жаба     | Див. македонська фонетика                                          |
| німецька            | німецька            | Garage    | [ɡaˈʁaːʒə]  | гараж    | Див. німецька фонетика                                             |
| польська (діал)     | польська (діал)     | zielony   | [ʒɛˈlɔn̪ɘ]   | зелений  | Див. польська фонетика                                             |
| португальська       | португальська       | beringela | [bɯ̟ɾĩˈʒɛlɐ] | баклажан | Див. португальська фонетика                                        |
| румунська           | румунська           | jar       | [ʒar]       | жар      | Див. румунська фонетика                                            |
| сербська            | сербська            | жут       | [ʒûːt̪]      | жовтий   | Див. сербська фонетика                                             |
| словенська          | словенська          | žito      | [ʒito]      | жито     |                                                                    |
| турецька            | турецька            | jale      | [ʒäːlɛ]     | роса     | Див. турецька фонетика                                             |
| туркменська         | туркменська         | žiraf     | [ʒiraf]     | жираф    |                                                                    |
| угорська            | угорська            | rózsa     | [ˈr̪oːʒɒ]    | троянда  | Див. угорська фонетика                                             |
| українська          | українська          | жаба      | [ˈʒɑbɐ]     | —        | Див. українська фонетика                                           |
| французька          | французька          | jour      | [ʒuʁ]       | день     | Див. французька фонетика                                           |
| чеська              | чеська              | muži      | [ˈmuʒɪ]     | мужі     | Див. чеська фонетика                                               |
| чеченська           | чеченська           | жий       | [ʒiː]       | вівця    |                                                                    |

## Дзвінкий заясенний фрикатив-несибілянт

### Приклади
| Мова          | Мова          | Слово | МФА     | Значення | Примітки                    |
| ------------- | ------------- | ----- | ------- | -------- | --------------------------- |
| нідерландська | нідерландська | meer  | [meːɹ̠˔] | озеро    | Див. нідерландська фонетика |